# National Hockey League 1920-1921
La stagione 1920-1921 è stata la 4ª stagione della National Hockey League (NHL). Le 4 squadre partecipanti hanno disputato una regular season di 24 partite, divise in due parti. La franchigia di Quebec è stata trasferita nella città di Hamilton, in Ontario (Canada), assumendo la nuova denominazione di Hamilton Tigers.
Il campionato è stato vinto dagli Ottawa Senators, che hanno battuto nelle Championship Finals i Toronto St. Patricks. I Senators sono stati impegnati nelle successive Stanley Cup Finals contro i Vancouver Millionaires, vincitori del campionato PCHA, battendoli in 5 gare.
Questa stagione sarebbe stata l'ultima ad avere una regular season divisa in due parti; dalla stagione successiva la NHL ha modificato la struttura del calendario e dei successivi playoff.

## Squadre partecipanti
| Club                 | Stagione | Conference | Division | Impianto            | Città         |
| -------------------- | -------- | ---------- | -------- | ------------------- | ------------- |
| Hamilton Tigers      | dettagli | —          | —        | Barton Street Arena | Hamilton (ON) |
| Montreal Canadiens   | dettagli | —          | —        | Mount Royal Arena   | Montreal (QB) |
| Ottawa Senators      | dettagli | —          | —        | The Arena           | Ottawa (ON)   |
| Toronto St. Patricks | dettagli | —          | —        | Arena Gardens       | Toronto (ON)  |

## Stagione
Prima dell'inizio della stagione, Eddie Livingstone ritorna alla ribalta confermando la sua volontà di voler fondare una nuova lega di hockey su ghiaccio professionistica in grado di rivaleggiare con la NHL, menzionando anche la città di Hamilton come possibile sede di una delle squadre. Allo scopo di prevenire questa sua possibile mossa, Frank Calder (presidente della NHL) riunisce il Board of Directors della lega e riesce a far approvare la costituzione di una nuova franchigia proprio ad Hamilton, approfittando anche del fatto che nella città era stata appena completata la costruzione di una nuova arena da parte della società Abso-Pure. I risultati dei Quebec Athletics erano stati assai deludenti nella stagione precedente, così Calder dispone che i suoi giocatori vengano spostati in blocco alla nuova franchigia degli Hamilton Tigers. Nonostante le iniziali resistenze di Mike Quinn, proprietario degli Athletics, quest'ultimo accetta di cedere la franchigia.
Dopo alcune resistenza da parte di Joe Malone, i Tigers riescono a firmare l'attaccante proveniente dagli Athletics. Su ordine di Calder, anche Punch Broadbent e Sprague Cleghorn vengono ceduti ai Tigers, ma entrambi rifiutano categoricamente di firmare il loro contratto con la nuova franchigia di Hamilton per poi tornare a giocare con gli Ottawa Senators. Cleghorn viene successivamente ceduto ai Toronto St. Patricks, ma il giocatore rifiuta anche questa sistemazione per poi unirsi alla squadra dopo qualche resistenza. Dopo la sconfitta dei St. Patricks nelle Championship Finals, Cleghorn firma con i Senators per disputare le Stanley Cup Finals. Frank Calder è molto contrariato da questa mossa e, dalla stagione successiva, istituirà una trade deadline, ovvero una data dopo la quale in una stagione non possono più essere ceduti giocatori per nessun motivo.
Alla loro prima partita in NHL, i Tigers sorprendono i Montreal Canadiens battendoli con un secco 5-0, grazie ad una grande prestazione di Babe Dye e all'unico shutout ottenuto in carriera dal loro goalie, Howard Lockhart. Dopo aver perso per infortunio Corbett Denneny, i St. Patricks ottengono Dye dai Tigers, cedendo in cambio Mickey Roach.
Il 26 gennaio 1921, nella netta vittoria dei St. Patricks sui Tigers per 10-3, lo stesso Corbett Denneny segna 6 reti. Suo fratello Cy Denneny, il 7 marzo successivo, segna altrettanti 6 goal nella vittoria dei suoi Ottawa Senators contro gli Hamilton Tigers per 12-5. Per la prima volta nella storia della lega, nella stessa stagione una coppia di fratelli segna 6 goal ognuno in due partite.
Lo stesso 26 gennaio 1921, gli Ottawa Senators affrontano i Montreal Canadiens e decidono di abbandonare il ghiaccio a 5 minuti dalla fine della partita, protestando contro l'arbitraggio di Cooper Smeaton definito "a senso unico" a favore dei Canadiens. Smeaton fa continuare la gara che vede altre due reti di Newsy Lalonde e Amos Arbour a porta vuota, prima di fischiare la fine della partita. Smeaton dichiarerà successivamente che "un arbitro è sempre pagato e riceve lo stesso salario, indipendentemente da quale squadra vinca", per poi dimettersi ed essere convinto a ritornare tra i ranghi arbitrali della NHL verso la fine della stagione. Frank Calder commina una multa di 500 dollari a carico dei Senators.

## Formato
Il regolamento del campionato prevedeva la divisione in due parti della regular season, al termine delle quali è stata stilata una classifica in base ai risultati ottenuti da ogni squadra. Le due squadre vincitrici delle due parti avrebbero quindi disputato la finale del campionato in una serie di 2 gare tenendo conto della somma goal ottenuta da ognuna. La squadra vincitrice del campionato avrebbe poi successivamente disputato le Stanley Cup Finals, affrontando i campioni della Pacific Coast Hockey Association.

## Classifiche

### First half
| Pos | Squadra              | G  | V | S | N | GF | GS | DR  | Punti |
| --- | -------------------- | -- | - | - | - | -- | -- | --- | ----- |
| 1.  | Ottawa Senators      | 10 | 8 | 2 | 0 | 49 | 23 | +26 | 16    |
| 2.  | Toronto St. Patricks | 10 | 5 | 5 | 0 | 39 | 47 | -8  | 10    |
| 3.  | Montreal Canadiens   | 10 | 4 | 6 | 0 | 37 | 51 | -14 | 8     |
| 4.  | Hamilton Tigers      | 10 | 3 | 7 | 0 | 34 | 38 | -4  | 6     |

Fonte: Hockey Reference

Legenda
      Squadra qualificata alle Championship Finals.
Note

### Second half
| Pos | Squadra              | G  | V  | S  | N | GF | GS | DR  | Punti |
| --- | -------------------- | -- | -- | -- | - | -- | -- | --- | ----- |
| 1.  | Toronto St. Patricks | 14 | 10 | 4  | 0 | 66 | 53 | +13 | 20    |
| 2.  | Montreal Canadiens   | 14 | 9  | 5  | 0 | 75 | 48 | +27 | 18    |
| 3.  | Ottawa Senators      | 14 | 6  | 8  | 0 | 48 | 52 | -4  | 12    |
| 4.  | Hamilton Tigers      | 14 | 3  | 11 | 0 | 58 | 94 | -36 | 6     |

Fonte: Hockey Reference

Legenda
      Squadra qualificata alle Championship Finals.
Note

## Playoff

### NHL Championship Finals
Alle Championship Finals hanno avuto accesso gli Ottawa Senators, vincitori della First Half, e i Toronto St. Patricks, vincitori della Second Half. In entrambe le due gare, i Senators non hanno concesso ai St. Patricks nemmeno una rete, battendoli nel punteggio aggregato per 7-0. In tal modo, i Senators hanno vinto il campionato NHL 1920-1921, ottenendo il diritto di partecipare alle successive Stanley Cup Finals.

#### Riepilogo serie
| Squadra 1       | Totale | Squadra 2            | Andata | Ritorno |
| --------------- | ------ | -------------------- | ------ | ------- |
| Ottawa Senators | 7–0    | Toronto St. Patricks | 5–0    | 2–0     |

## Stanley Cup Finals
Gli Ottawa Senators, squadra campione della NHL, hanno ottenuto il diritto di confrontarsi con i Vancouver Millionaires, campioni PCHA, nelle Stanley Cup Finals 1921. Rispettando il principio di alternanza allora in vigore, tutte le partite della serie sono state disputate a Vancouver, presso la Denman Arena.
| Squadra 1       | Totale | Squadra 2              | Gara 1 | Gara 2 | Gara 3 | Gara 4 | Gara 5 |
| --------------- | ------ | ---------------------- | ------ | ------ | ------ | ------ | ------ |
| Ottawa Senators | 3–2    | Vancouver Millionaires | 1–3    | 4–3    | 3–2    | 2–3    | 2–1    |

## Statistiche
Fonte: NHL, Hockey Reference

### Statistiche individuali

#### Regular season

##### Skaters
| Pos | Giocatore       | Squadra                              | GP | G  | A  | PIM | P  |
| --- | --------------- | ------------------------------------ | -- | -- | -- | --- | -- |
| 1.  | Newsy Lalonde   | Montreal Canadiens                   | 24 | 33 | 10 | 36  | 43 |
| 2.  | Cy Denneny      | Ottawa Senators                      | 24 | 34 | 7  | 10  | 41 |
| 3.  | Babe Dye        | Hamilton Tigers Toronto St. Patricks | 24 | 35 | 5  | 32  | 40 |
| 4.  | Joe Malone      | Hamilton Tigers                      | 20 | 28 | 9  | 6   | 37 |
| 5.  | Frank Nighbor   | Ottawa Senators                      | 24 | 19 | 10 | 10  | 29 |
| 6.  | Harry Cameron   | Toronto St. Patricks                 | 24 | 18 | 9  | 35  | 27 |
| 7.  | Reg Noble       | Toronto St. Patricks                 | 24 | 19 | 8  | 54  | 27 |
| 8.  | Goldie Prodgers | Hamilton Tigers                      | 24 | 18 | 9  | 8   | 27 |
| 9.  | Corb Denneny    | Toronto St. Patricks                 | 20 | 19 | 7  | 29  | 26 |
| 10. | Didier Pitre    | Montreal Canadiens                   | 23 | 16 | 5  | 25  | 21 |

##### Goaltenders
| Pos | Giocatore       | Squadra              | GP | Mins    | W  | L  | T | GA  | SO | GAA  |
| --- | --------------- | -------------------- | -- | ------- | -- | -- | - | --- | -- | ---- |
| 1.  | Clint Benedict  | Ottawa Senators      | 24 | 1461:50 | 14 | 10 | 0 | 75  | 2  | 3.08 |
| 2.  | Jake Forbes     | Toronto St. Patricks | 20 | 1221:05 | 13 | 7  | 0 | 78  | 0  | 3.83 |
| 3.  | Georges Vezina  | Montreal Canadiens   | 24 | 1441:00 | 13 | 11 | 0 | 99  | 1  | 4.12 |
| 4.  | Howard Lockhart | Hamilton Tigers      | 24 | 1454:15 | 6  | 18 | 0 | 132 | 1  | 5.45 |
| 5.  | Mike Mitchell   | Toronto St. Patricks | 4  | 240:00  | 2  | 2  | 0 | 22  | 0  | 5.50 |

#### Playoff

##### Skaters
| Pos | Giocatore       | Squadra         | GP | G | A | PIM | P |
| --- | --------------- | --------------- | -- | - | - | --- | - |
| 1.  | Frank Nighbor   | Ottawa Senators | 2  | 1 | 3 | 2   | 4 |
| 2.  | Georges Boucher | Ottawa Senators | 2  | 3 | 0 | 10  | 3 |
| 3.  | Punch Broadbent | Ottawa Senators | 2  | 0 | 2 | 4   | 2 |
| 4.  | Cy Denneny      | Ottawa Senators | 2  | 2 | 0 | 5   | 2 |
| 5.  | Eddie Gerard    | Ottawa Senators | 2  | 1 | 0 | 0   | 1 |

##### Goaltenders
| Pos | Giocatore      | Squadra              | GP | Mins   | W | L | T | GA | SO | GAA  |
| --- | -------------- | -------------------- | -- | ------ | - | - | - | -- | -- | ---- |
| 1.  | Clint Benedict | Ottawa Senators      | 2  | 120:00 | 2 | 0 | 0 | 0  | 2  | 0.00 |
| 2.  | Jake Forbes    | Toronto St. Patricks | 2  | 120:00 | 0 | 2 | 0 | 7  | 0  | 3.50 |

## NHL Awards
- Campione NHL – Ottawa Senators

La O'Brien Cup, ancora considerata nel 1921 il trofeo destinato alla squadra campione della NHA, non è stato assegnato fino al novembre del 1921. Il trofeo è rimasto fino a quel momento nelle cure dei Montreal Canadiens, che l'avevano conquistato nel 1917, fino alla morte del loro proprietario, George Kennedy, nel 1921. In quell'anno la NHL concluse un accordo per riutilizzare il trofeo.

## Allenatori
- Hamilton Tigers: Joe Malone
- Montreal Canadiens: Newsy Lalonde
- Ottawa Senators: Pete Green
- Toronto St. Patricks: George O'Donoghue

## Debutti
La seguente lista racchiude giocatori degni di nota che hanno esordito nella stagione 1919-1920, indicati con la squadra in cui hanno esordito. Con il simbolo asterisco (*) si indica l'esordio nei playoff.
- nessuno

Dei giocatori che hanno esordito in questa stagione, Leo Reise è stato il giocatore ad aver avuto la carriera più longeva, ritiratosi dopo la stagione 1929-1930 (con una pausa nelle stagioni 1924-1925 e 1925-1926).

## Ultime partite
La seguente lista racchiude giocatori degni di nota che hanno disputato la loro ultima partita in NHL nella stagione 1919-1920.
- nessuno